# The Collection (museo)

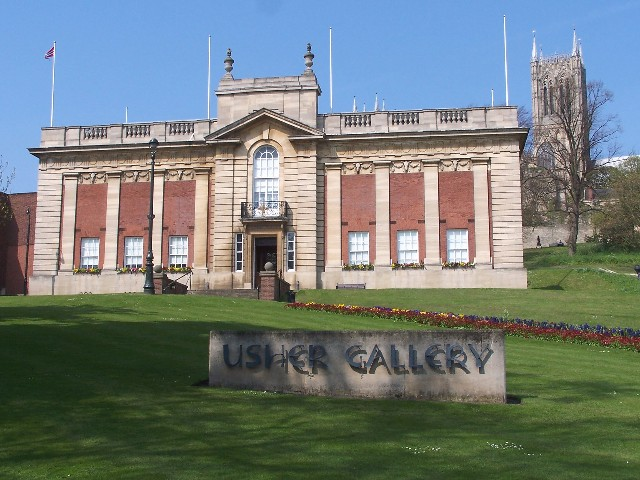
Usher Gallery

The Collection es un museo en la ciudad inglesa de Lincoln. Fue creado en 2005, a partir de la unión de la Usher Gallery y del museo arqueológico "City and County Museum".

## Fundación

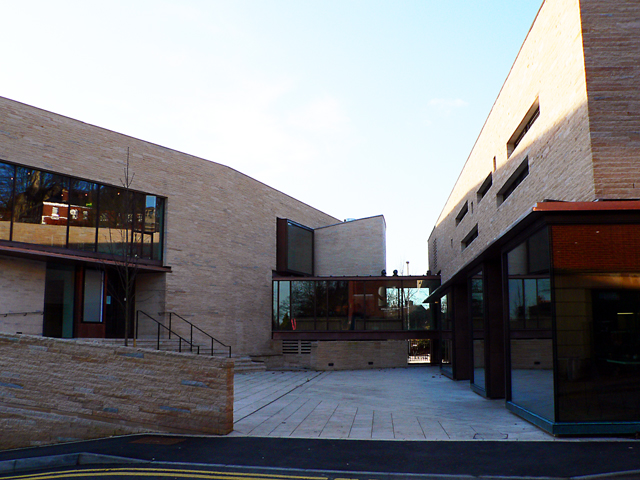
The Collection

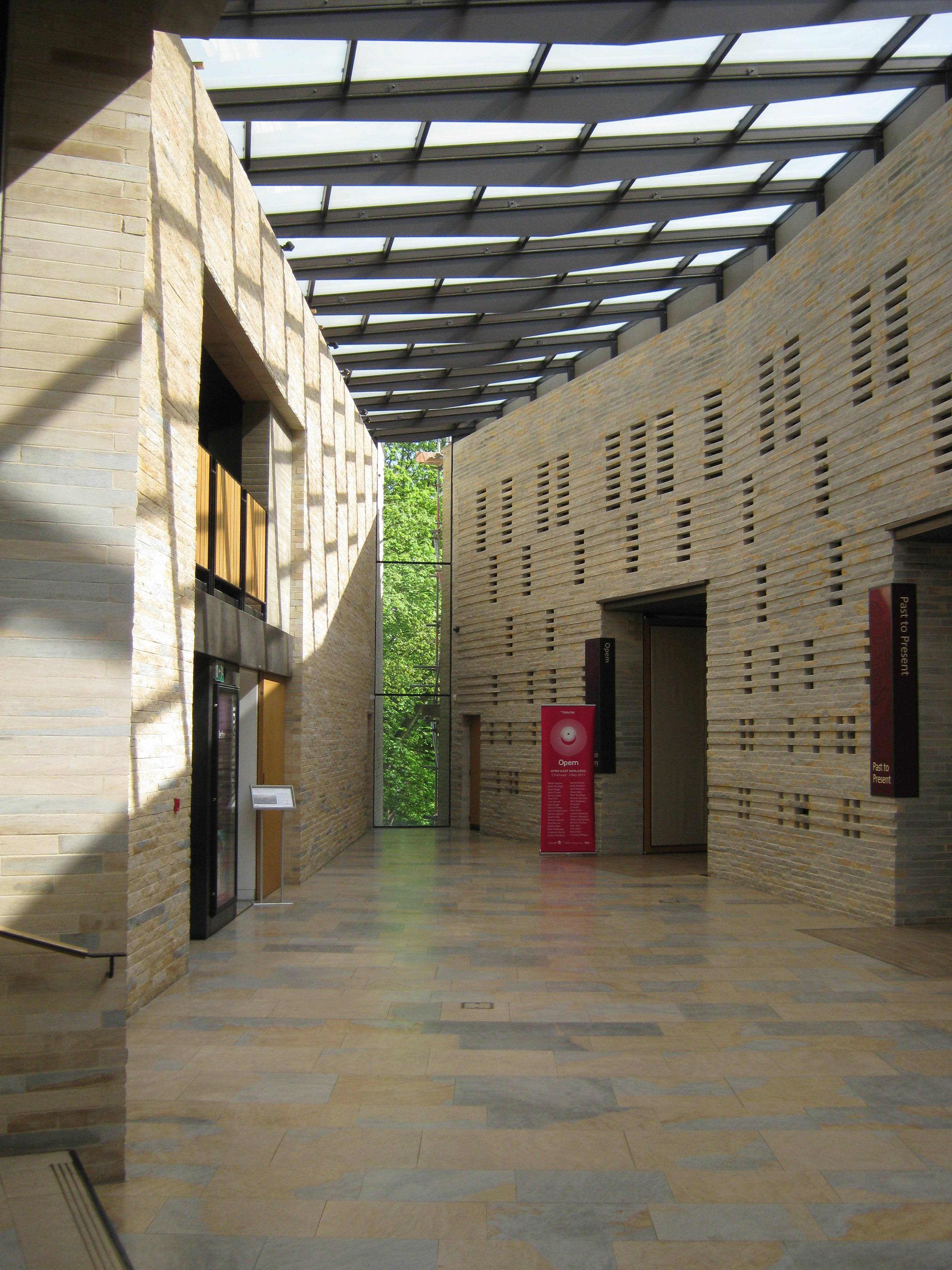
The Collection - el 'callejón de vidrio cubierto'

James Ward Usher, oriundo de Lincoln, se enriqueció creando réplicas del duende de Lincoln, que incorporó en artículos de joyería. A finales del siglo xix, comenzó a coleccionar objetos de artes decorativas. A su muerte, legó a la ciudad la colección y dinero para construir un lugar donde alojarla. El edificio del museo fue diseñado por el arquitecto Reginald Blomfield e inaugurado el 25 de  mayo de 1927. Es un monumento clasificado del Reino Unido.

## Los edificios
La Galería Usher fue construida para albergar la colección de James Ward Usher, usando los fondos que él había legado. para este propósito El edificio, diseñado por el arquitecto Reginald Blomfield, fue inaugurado el 25 de mayo de 1927 por el Príncipe de Gales. Es un edificio  simple recubierto de piedra con paneles de ladrillo separados por pilastras toscanas simplificadas sobre las que hay un friso decorado con triglifos y un alero terminado con una balaustrada. El pórtico, en el centro de la fachada sur, está coronado por un frontón roto y remates de urna. Se encuentra en un pequeño parque en la ladera que mira hacia el sur a través de la parte inferior de la ciudad.
El edificio de la Usher Gallery es un edificio listado de grado II*.
A raíz de un concurso de diseño arquitectónico gestionado por RIBA Competitions el equipo de Panter Hudspith Architects (arquitecto del proyecto, Hugh Strange) diseñó el nuevo edificio, inaugurado en octubre de 2005 después de mucho trabajo que incluyó una excavación arqueológica. A pesar de que la edificación había sido diseñada para descansar sobre el horizonte romano, al pie del foso para el ascensor, se encontró la esquina de un mosaico que se habían establecido alrededor de un patio.
Gran parte del nuevo edificio está revestido y pavimentado con piedra de Ancaster y toma prestado el concepto del patio cubierto acristalado del Museo Británico en una característica que recuerda a un callejón medieval. Los diversos requisitos del edificio, exposición permanente, exposiciones temporales, enseñanza, cafetería, etc., están representados por cuerpos del edificio que dan, interna y externamente, la sensación de una comunidad urbana, aunque el conjunto forma una unidad distintiva en el paisaje urbano.

## Colección de porcelanas y cristalería

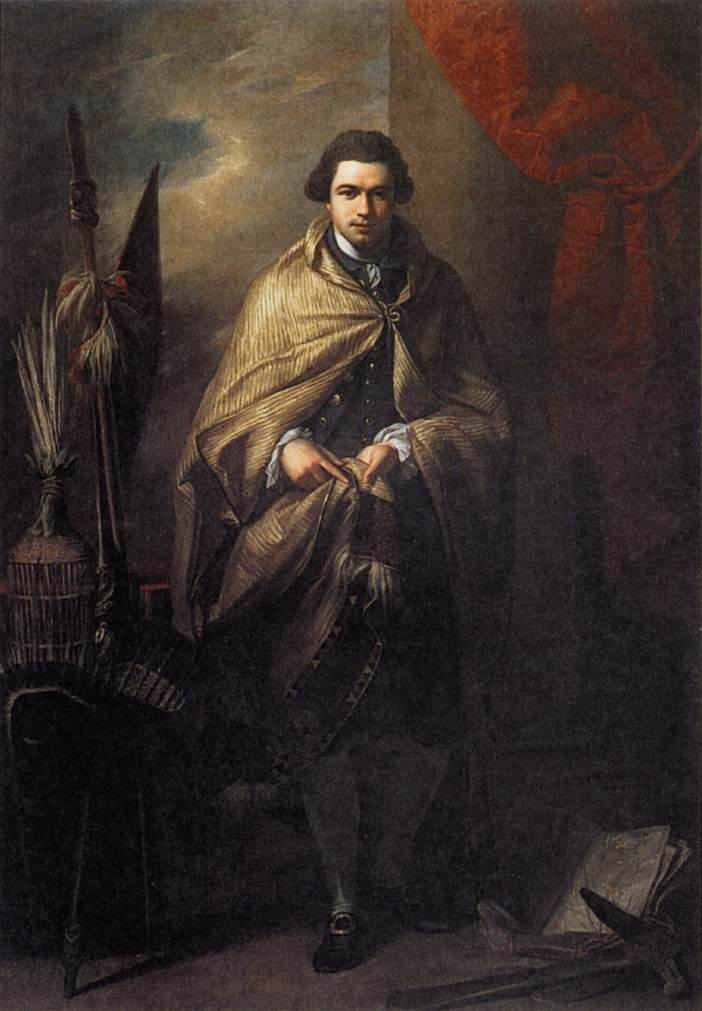
Joseph Banks por Benjamin West

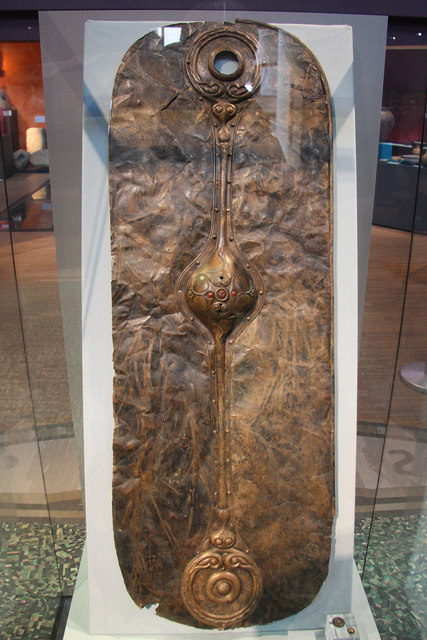
El Escudo de Witham, expuesto en marzo de 2013, préstamo del Museo Británico

La colección de porcelanas incluye piezas chinas y piezas de los siglos xviii y xix de los principales centros productores de Inglaterra y Europa continental.
La galería acoge en préstamo permanente las colecciones de G. R. G. Exley de porcelanas de Pinxton y de Torksey, así como las de cristalería inglesa primitiva y continental del siglo xvii.

## Colección de pintura
La Usher Gallery cuenta con una importante colección del pintor Peter De Wint, nacido en Hanley (Staffordshire), y uno de los mejores acuarelistas ingleses. Su conexión con Lincoln viene a través de su cuñado, el artista local William Hilton, con quien compartía una casa en la ciudad. Peter De Wint pertenece a la escuela de acuarelistas paisajistas ingleses (junto a, por ejemplo, John Constable), que desarrollaron en sus obras una visión de la vida cotidiana y los paisajes rurales ingleses.
La galería ha ido adquiriendo obras pictóricas que representan la ciudad de Lincoln y su condado a lo largo de la historia (pintura topográfica) hasta conformar una importante colección. Entre estas obras figuran algunas acuarelas de Joseph Mallord William Turner, Thomas Girtin y otros artistas del siglo xix.
Es notable, además, la colección de retratos. En ella se pueden ver los de varias personalidades del Lincolnshire, la mayoría realizados por artistas nacidos en el propio condado. Entre ellos destaca William Logsdail, cuyo retrato de su hija Mary fue escogida "pintura del año" por la Royal Academy en 1907. En este apartado, una de las adquisiciones más importantes de la galería fue el retrato que el pintor de la Royal Academy (PRA) Benjamin West realizó del insigne botánico y naturalista Sir Joseph Banks, que acompañó al capitán James Cook en el Endeavour y era propietario de una finca en Ravesby.
Desde los años 1930, la Contemporary Art Society donó un gran número de pinturas provenientes de las escuelas inglesas, entre las que se incluyen trabajos de Vanessa Bell, L. S. Lowry, John Piper, Walter Richard Sickert y Ruskin Spear. Otras adiciones más recientes incluyen obras de Ivon Hitchens, R. O. Dunlop o Duncan Grant.

## Otras colecciones
Entre las colecciones menores, se encuentra una exhaustiva muestra de numismática inglesa que incluye ejemplares de las cecas de Stamford y de Lincoln. Se exhiben además piezas arqueológicas, textiles y armas, que reflejan la historia y la vida cotidiana de distintos períodos del condado del Lincolnshire. Otra colección es la de objetos personales, recuerdos y retratos fotográficos del poeta laureado local Alfred Tennyson.
La galería realiza diversas exposiciones temporales de diferentes disciplinas artísticas o de artes menores y decorativas. Son también numerosas las actividades para el público como talleres, residencias y conferencias.